# Агатовка
Агатовка (укр. Агатівка) — село на Украине, основано в 1850 году, находится в Бердичевском районе Житомирской области.
Код КОАТУУ — 1820884602. Население по переписи 2001 года составляет 157 человек. Почтовый индекс — 13335. Телефонный код — 4143. Занимает площадь 0,43 км².

## Адрес местного совета
13334, Житомирская область, Бердичевский р-н, с.Осыково, ул. Михайлова, 10

## Известные обитатели
В селе с 1902 по 1905 год вместе с семьёй проживал выдающийся русский публицист, политик и общественный деятель В. В. Шульгин.